# Булат, Степан Герасимович
Степан Герасимович Булат (11 мая 1894, Слобода, ныне Узденский район Минской области — 24 июля 1921, Москва) — белорусский политик, журналист.

## Биография
Из семьи рабочего. Окончил Минские учительские курсы, экстерном сдал экзамены на курс учительской семинарии и с 1913 г. учитель Дзещанской народной школы Минского уезда.
В 1915—1916 гг. и 1918—1919 гг. учился в Минском учительском институте. В 1916 году мобилизован в армию, окончил Виленское народное училище, служил в 153-м стрелковом полку, прапорщик. В конце декабря 1917 г. демобилизовался учителем, работал в Слободской народной школе Минского района.
Член организации «Молодая Беларусь», которая в конце 1919 года была преобразована в Белорусскую коммунистическую организацию. В период оккупации Белоруссии польскими войсками был членом ЦК Белорусской коммунистической организации и Повстанческого комитета, занимался организацией партизанского движения в Минской области, пропагандировал идеи Советское правительство. Признавая большевистскую программу, Белорусская коммунистическая организация, однако, стояла на белорусских позициях и отстаивала идею создания белорусской государственности. После оккупации Минска большевиками вступил в Коммунистическую партию (большевиков) Белоруссии. В июле — августе 1920 года работал в Минском губернском отделе народного просвещения. С августа 1920 г. заведующий отделом ЦК КП(б)Б по работе в деревне. Одновременно редактор газеты «Советская Беларусь», учредитель и редактор газеты «Белорусская деревня». С февраля 1921 года член ЦБ, с мая 1921 года 3-й секретарь ЦК КП(б)Б и заведующий отделом агитации и пропаганды. Один из подписавших «Заявление 32-х», представлявшее собой попытку разработать и предложить партийному руководству наброски платформы национально-государственного возрождения Советской Белоруссии с учётом ситуации после Рижского мира. Высказывались предложения расширить республику на восток, начать белорусизацию края, придать белорусскому языку статус государственного. В 1930-х гг. группа подписавшихся квалифицировалась как «группа, борющаяся против генеральной линии Коммунистической партии, за выход группы белорусов (коммунистов) из КПСС».
Умер 24 июля 1921 года в Москве после второй операции. Похоронен 28 июля в 19 часов на Сторожевском кладбище в Минске. Сторожевское кладбище в 1950-е гг. было снесено бульдозером. Есть информация, что останки Булата были перенесены на Воинское кладбище, но литературовед Рыгор Семашкевич не смог найти его могилу. Есть мнение, что могила могла быть уничтожена при расширении улицы Долгобродской, либо останки вообще не были перенесены на Воинское кладбище.

## Память
Его памяти посвящены поэмы Янки Купалы «На смерть Степана Булата», Михася Чарота «Дорогая память Степана Булата», Змитрака Бядули «На смерть Степана Булата». Имя Степана Булата присвоено 31-й Минской белорусской семилетней школе.